# Sint-Jozefskerk (Lot)

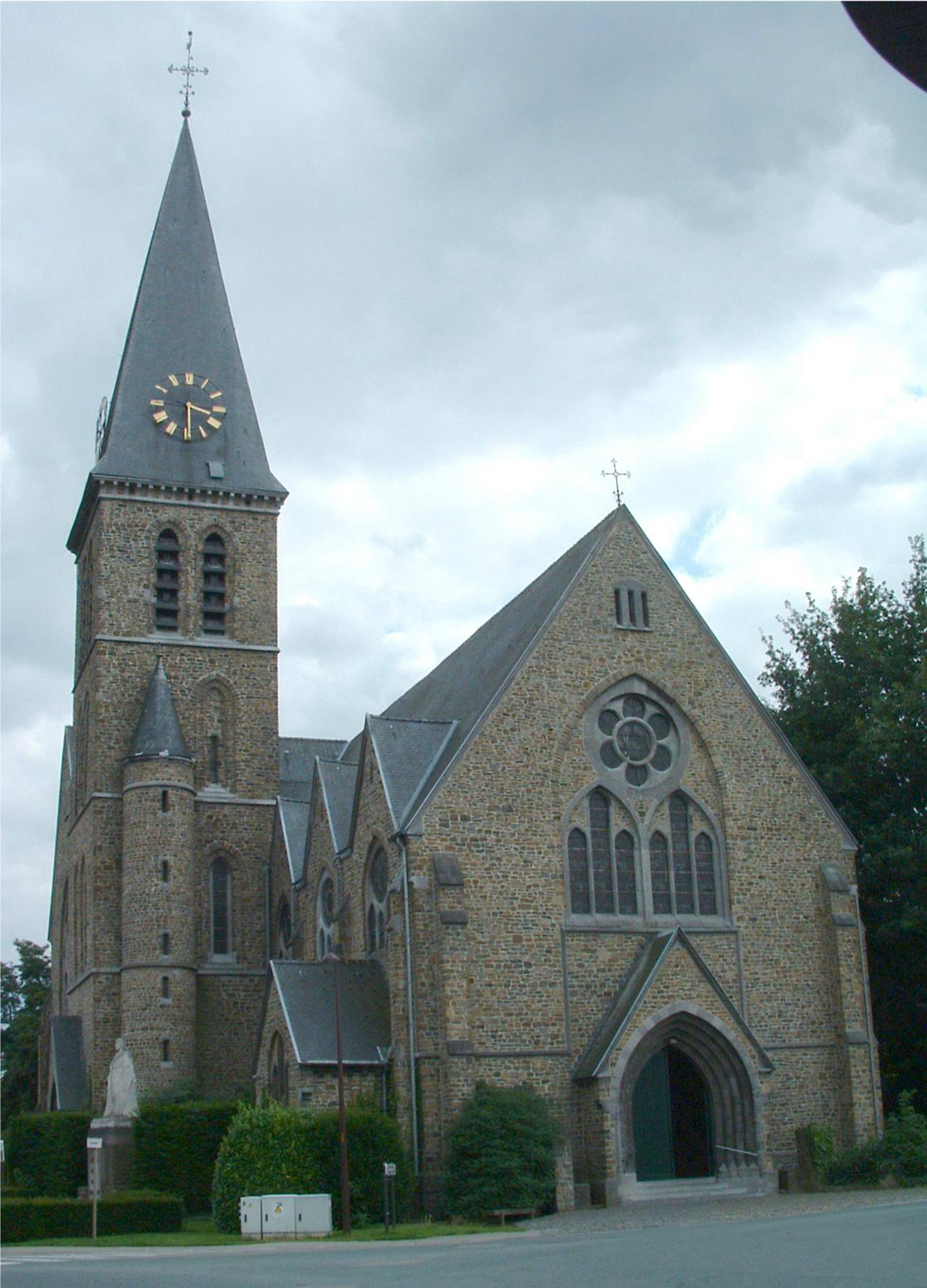
Sint-Jozefskerk

De Sint-Jozefskerk is de parochiekerk van de tot de Vlaams-Brabantse gemeente Beersel behorende plaats Lot, gelegen aan de Pastoriestraat.

## Geschiedenis
Lot was vroeger slechts een gehucht van Dworp en Sint-Pieters-Leeuw. In 1846 werd er een grote wolspinnerij geopend, de Wolspinnerij Scheppers, en deze trok vele arbeidskrachten aan waardoor Lot groeide en er behoefte aan een kerk ontstond. In 1865 kwam een kapel tot stand. Er kwam een kapelaan en in 1895 werd Lot verheven tot zelfstandige parochie. Pas in 1909-1910 kwam de definitieve kerk tot stand naar ontwerp van Chrétien Veraart en Herman Lemaire. De kapel werd in 1918 gesloopt.

## Gebouw
Het betreft een naar het zuidoosten georiënteerde eenbeukige kruiskerk gebouwd in Purnodesteen. De toren, die vier geledingen telt, werd gebouwd in de noordwestelijke oksel van het transept. Het kerkmeubilair, daterend van de tijd van de bouw, werd in 2015 verwijderd nadat de kerk in 2013 werd onttrokken aan de eredienst.